# David Zeisberger
David Zeisberger (7. března 1721 Suchdol nad Odrou – 17. listopadu 1808 Goshen Township) byl duchovní Moravské církve a misionář mezi domorodci v britských koloniích Severní Ameriky. V roce 1772 založil první kolonii křesťanských Indiánů (z kmene Lenapů) v údolí řeky Tuscarawas ve státě Ohio. Původní název osady byl Schönbrunn, její zbytky jsou chráněnou kulturní památkou a nacházejí se v Ohiu, v obci Nová Filadelfie.

## Životopis
Zeisberger se narodil v moravském městě Suchdol nad Odrou (Zauchtenthal) a v roce 1727 se jako exulant s rodinou dostal do nově založené křesťanské komunity v Herrnhutu, na panství hraběte Nicolause Ludwiga von Zinzendorf v Sasku. Přestože se jeho rodina později přestěhovala do nově založené anglické kolonie Georgia, Zeisberger zůstal v Evropě, aby si doplnil vzdělání. S pomocí guvernéra Jamese Edwarda Oglethorpea se později připojil ke své rodině v moravské komunitě v Savannah v Georgii.

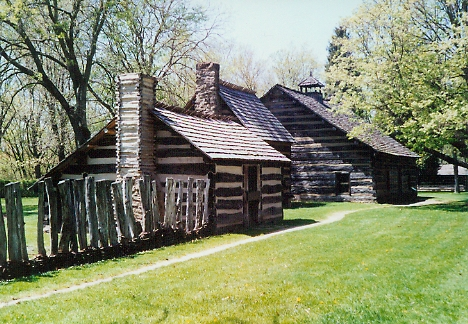
Osada Schoenbrunn, Ohio

V roce 1739 ovlivnil Zeisberger vývoj v moravské komunitě v Bethlehemu (Pensylvánie) a byl zde až do jejího vysvěcení na Štědrý den 1741. O čtyři roky později, na pozvání náčelníka Theyanoguina (King Hendrick), přišel žít mezi Mohawky. Naučil se jazyku onondaga, dialektu Irokézů a asistoval Conradu Weiserovi při jednáních mezi Angličany a Irokézy v Onondaze (dnes Syrakuse ve státě New York). Vydal též slovník a několik religionistických prací v jazyce Irokézů a Algonkinů.
Zeisberger začal svoji kariéru jako misionář domorodců Severní Ameriky, po vysvěcení na kněze Moravské církve v roce 1749. Pracoval mezi křesťanskými indiány kmene Lenapů (Delawarů) v Pensylvánii a dostal se do konfliktu s britskými úřady kvůli obhajobě práv domorodých indiánů a neustávajícímu úsilí založit bílé a domorodé komunity Moravské církve v jižním Ohiu. Jeho vztahy s úřady se během americké války za nezávislost zhoršily natolik, že v roce 1781 byl uvězněn v pevnosti Detroit. V době kdy byl vězněn, bylo v Ohiu zavražděno pensylvánskou milicí kolem 100 domorodých stoupenců Moravské církve v osadě Gnadenhütten. Tato osada byla založena v říjnu 1772 a byla druhou misionářskou osadou moravských bratří v Ohiu. Nacházela se nedaleko od první osady Schoenbrun. Událost je označována jako Gnadenhüttenský masakr či Moravský masakr.
Poté, co byl Zeisberger propuštěn, násilné konflikty s ostatními domorodými kmeny a expanze bílých osadníků donutily mnohé příslušníky Moravské komunity, aby přesídlili do oblasti Michigan a Ontario, kde vznikla osada Moraviantown a dnes je zde moravská indiánská rezervace. V roce 1782 se tam přestěhovala velká skupina kmene Munsee, ale Zeisberger se později vrátil dožít zbytek svého života mezi domorodé křesťany blízko vesnice Goshen (dnes Goshen Township, Tuscarawas County, Ohio). V Ohiu v roce 1786 spoluzakládal osadu Pilgerruh. Zeisberger je pochován v Goshen.